# Сарди, Джузеппе
Джузеппе Сарди (итал. Giuseppe Sardi; 1680, Сант-Анджело-ин-Вадо, Марке, Центральная Италия — 1771, Рим, Лацио) — мастер-строитель и архитектор итальянского барокко.

## Биография
Джузеппе родился в Сант-Анджело-ин-Вадо, в регионе Марке, который был тогда частью Папской области. Известен прежде всего как один из строителей церкви Санта-Мария-дель-Розарио в Марино за пределами Рима. Проект фасада церкви Санта-Мария-Маддалена в Риме ранее также приписывали Сарди. В настоящее время эта атрибуция отвергается. Джузеппе Сарди из Марке не следует путать со швейцарско-итальянским архитектором Джузеппе Сарди (1624—1699) по прозванию «венецианец», работавшим в Венеции.
Между 1716 и 1718 годами по заказу кардинала Аннибале Альбани, владельца церкви, он наделил церковь Санта-Мария-ин-Козмедин в Риме новым барочным фасадом. Позднее, в 1896—1899 годах, фасад, ныне известный только по старинной фотографии и гравюре Джузеппе Вази, был уничтожен и церкви возвратили подлинный средневековый вид.
В исторических источниках Сарди чаще упоминается в качестве главного мастера-каменщика (capomastro muratore), а не архитектора. Тем не менее в 1712 году он спроектировал и построил по собственному проекту церковь Санта-Мария-дель-Розарио в семейной вотчине Марино Колонна, на Альбанских холмах недалеко от Рима.
Его работа в качестве «капомастро» задокументирована на строительных площадках Санта-Мария-ин-Трастевере (1714), Санта-Мария-ин-Монтичелли (где он работал под руководством Сасси в 1715 году) и в церкви Сантиссима-Тринита-дей-Пеллегрини (по проекту Франческо де Санктиса, 1722—1723. Сарди также приписывают ещё одну небольшую работу — реконструкцию баптистерия Сан-Лоренцо-ин-Лучина, выполненную между 1713 и 1721 годами.
Джузеппе Сарди был также коллекционером живописи и активным торговцем произведениями искусства. В его коллекции имелось более 1700 картин.

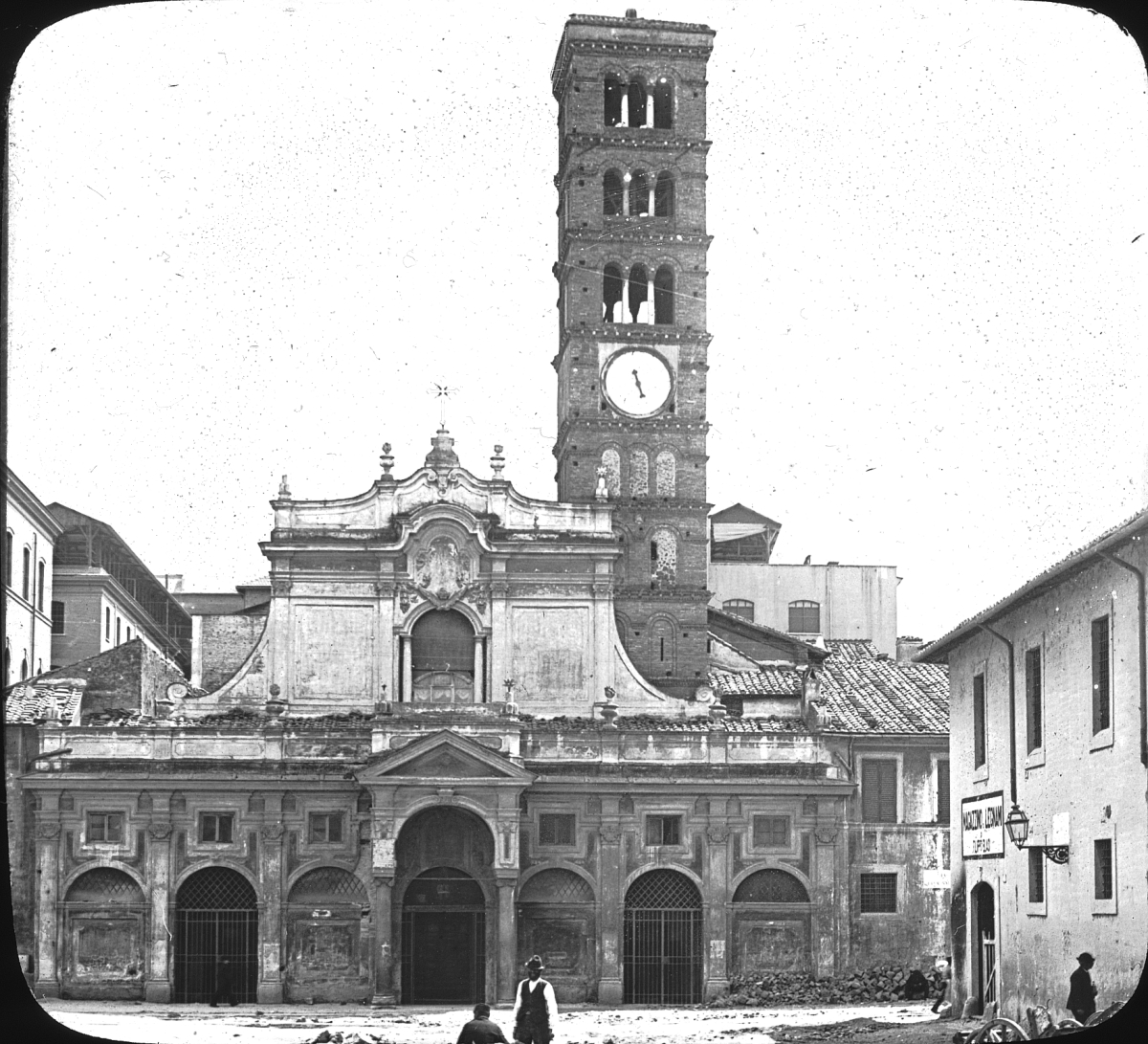
Фасад базилики Санта-Мария-ин-Козмедин в Риме после перестройки фасада в 1716—1718 гг. Фотография 1890-х гг.
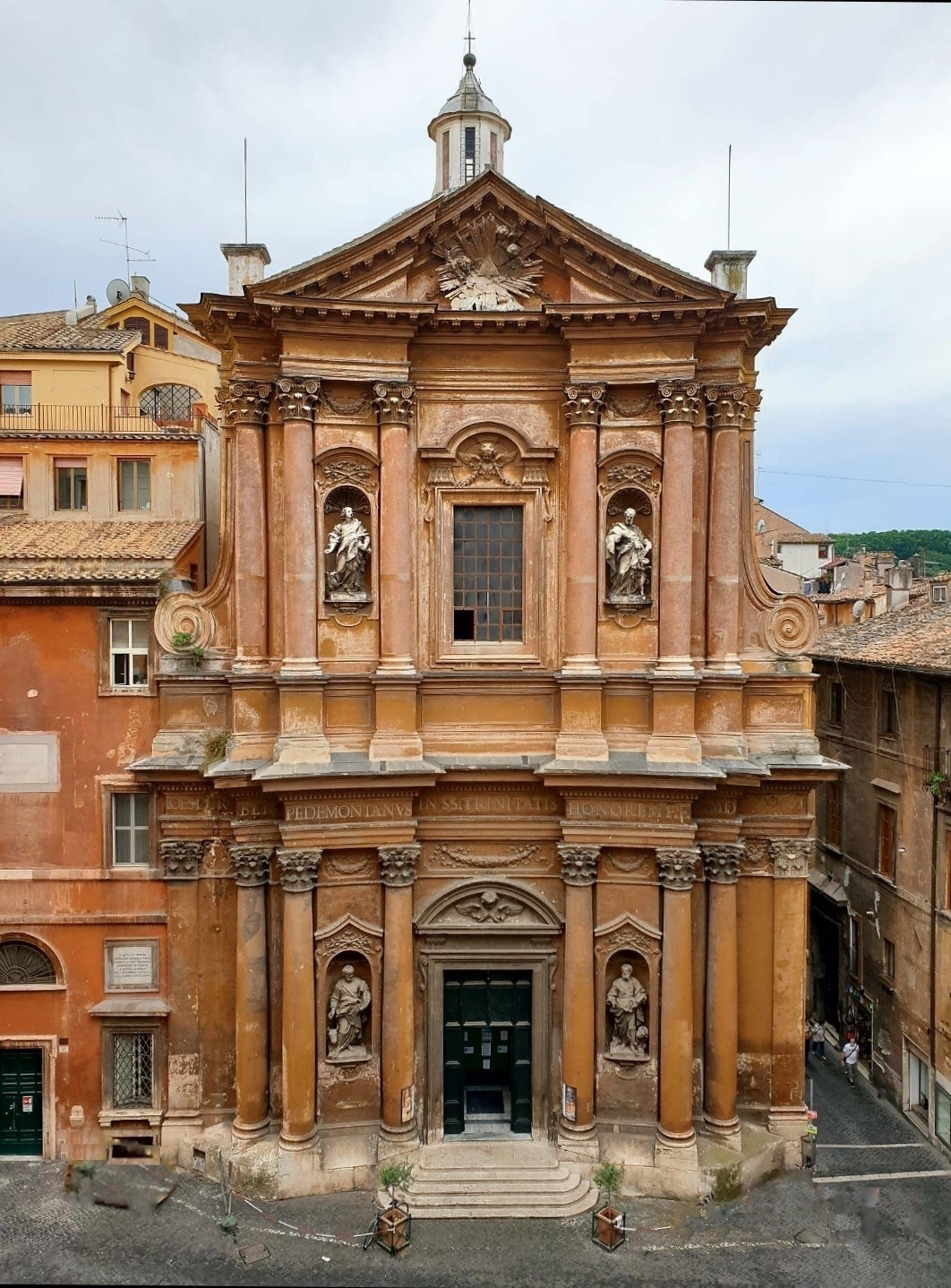
Фасад церкви Сантиссима-Тринита-дей-Пеллегрини. 1722—1723. Джузеппе Сарди по проекту Франческо де Санктиса
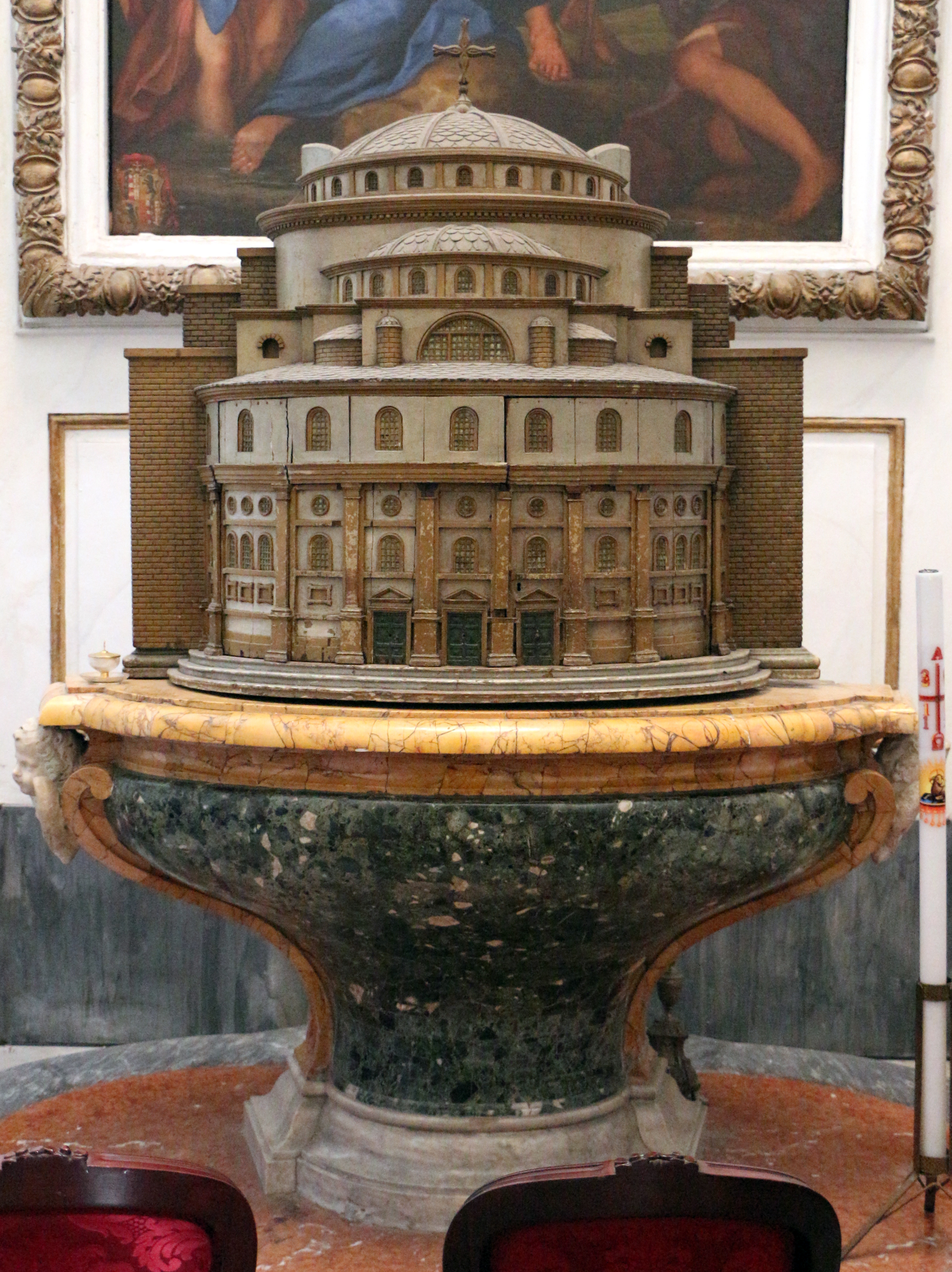
Дж. Сарди. Модель баптистерия Сан-Лоренцо-ин-Лучина в Риме. 1713—1721

## Сооружения
- Палаццо Флангини (Венеция)